# Vichra
Vichra (vitryska: Віхра) är ett vattendrag i Belarus. Det ligger i den östra delen av landet, 280 km öster om huvudstaden Minsk.